# Rhabdornis grandis
El rabdornis grande (Rhabdornis grandis) es una especie de ave paseriforme de la familia Sturnidae endémica del norte de Filipinas. Anteriormente se consideraba una subespecie de Rhabdornis inornatus.

## Distribución y hábitat
Es una especie endémica de las selvas montanas del norte de la isla de Luzón en Filipinas.